# Hudi Log
Hudi Log je naselje v Občini Miren - Kostanjevica. 

## Značilnosti kraja
Hudi Log je gručasta vasica v zahodnem delu komenskega Krasa. Vasica nima cerkve, ima pa kapelico fatimske Matere božje, ki jo je po 1. svetovni vojni, okrog leta 1923 zgradil domačin, zidarski mojster Kačič Jožef. Leta 2016 so jo obnovili vaščani Hudega loga. V bližini vasi so kraške jame na Prijemanju, v Šumajišču in Globlje brezno nad Bregom v Rebri.